# Tartas

Tartas este o comună în departamentul Landes din sud-vestul Franței. În 2009 avea o populație de 3.025 de locuitori.

## Evoluția populației
| An        | 1975  | 1982  | 1990  | 1999  | 2006  | 2009  |
| --------- | ----- | ----- | ----- | ----- | ----- | ----- |
| Populație | 3.078 | 2.958 | 2.769 | 2.844 | 2.869 | 3.025 |